# Astrid-Lindgren-Preis (Schweden)
Der schwedische Astrid-Lindgren-Preis (schwed.: Astrid Lindgren-priset) ist ein 1967 am 60. Geburtstag Astrid Lindgrens vom schwedischen Verlag Rabén & Sjögren gestifteter Literaturpreis, der alljährlich an schwedische Autoren vergeben wird. Neben dem schwedischen gibt es weitere Astrid-Lindgren-Preise. 

## Preisträger
- 1967: Åke Holmberg
- 1968: Ann Mari Falk
- 1969: Harry Kullman
- 1970: Lennart Hellsing
- 1971: Hans Peterson
- 1972: Maria Gripe
- 1973: Barbro Lindgren
- 1974: Inger und Lasse Sandberg
- 1975: Hans-Eric Hellberg
- 1976: Irmelin Sandman Lilius
- 1977: Kerstin Thorvall
- 1978: Gunnel Linde
- 1979: Rose Lagercrantz
- 1980: Maud Reuterswärd (postum)
- 1981: Gunilla Bergström
- 1982: Inger Brattström
- 1983: Siv Widerberg
- 1984: Astrid Bergman Sucksdorff
- 1985: Viveca Lärn (Viveca Sundvall)
- 1986: Margareta Strömstedt
- 1987: Nan (Inger) Östman
- 1988: Lena Anderson und Christina Björk
- 1989: Annika Holm
- 1990: Maj Bylock
- 1991: Max Lundgren
- 1992: Sven Christer Swahn
- 1993: Ulf Stark
- 1994: Eva Wikander
- 1995: Peter Pohl
- 1996: Henning Mankell
- 1997: Anna-Clara und Thomas Tidholm
- 1998: Bo R. Holmberg
- 1999: Per Nilsson
- 2000: Annika Thor
- 2001: Eva Eriksson
- 2002: Stefan Casta
- 2003: Sven Nordqvist
- 2004: Pernilla Stalfelt
- 2005: Jujja Wieslander
- 2006: Ulf Nilsson
- 2007: Helena Östlund
- 2008: Pija Lindenbaum
- 2009: Olof und Lena Landström
- 2010: Moni Nilsson-Brännström
- 2011: Jan Lööf
- 2012: Katarina Kieri
- 2013: Katarina von Bredow
- 2014: Frida Nilsson
- 2015: Mårten Sandén
- 2016: Anna Höglund
- 2017: Jenny Jägerfeld
- 2018: Lisa Bjärbo
- 2019: Kerstin Lundberg Hahn
- 2020: Jakob Wegelius
- 2021: Ylva Karlsson
- 2022: Mårten Melin
- 2023: Johan Rundberg
- 2024: Petter Lidbeck